# Le avventure di Felix il gatto
Le avventure di Felix il gatto (The Twisted Tales of Felix the Cat) è una serie televisiva animata incentrata sul personaggio omonimo. Venne prodotto dalla Film Roman e trasmessa per la prima volta il 16 settembre 1995 dalla CBS per due stagioni, con l'episodio finale in onda il 12 aprile 1997. La prima stagione è composta da 13 episodi e la seconda da 8 episodi. In Italia la serie è stata trasmessa per la prima volta su RaiSat 2 dall'ottobre 1998.
È la seconda serie animata dedicata a Felix the Cat dopo quella quella prodotta nel 1958.

## Storia
La serie è una versione modernizzata della serie originale del 1958 ed è stata prodotta dall'ex assistente di Otto Messmer, Joe Oriolo. Anche suo figlio, Don Oriolo, è stato coinvolto nella creazione di questa serie.
In molti modi il cartone torna all'era silenziosa dei cortometraggi con ambientazioni surreali e rappresentazioni insolite dei personaggi. Felix è più simile alla sua forma originale adulta e maliziosa, piuttosto che alla rappresentazione giovane e innocente dei cortometraggi di Van Beuren del 1936, delle serie animata del 1958 e di Il leggendario gatto Felix del 1988. Tuttavia sono presenti alcuni elementi tratti dalla serie degli anni '50 come la "Magic Bag of Tricks" e i personaggi di Poindexter, Master Cylinder, il Professore e Rock Bottom, sebbene gli ultimi due siano in realtà parodie dei personaggi originali e in questa serie il primo viene chiamato Prof. Bottom. Il cartone presenta uno stile artistico ispirato ai Fleischer Studios.
In originale, Felix the Cat è stato inizialmente doppiato da Thom Adcox-Hernandez, il quale però lo interpretò solo temporaneamente dato che i produttori continuarono a cercare un doppiatore più adatto durante la prima stagione e così fu sostituito da Charlie Adler nella seconda stagione. Il cartone è stato prodotto da Phil Roman e Timothy Berglund ed è noto per essere stato uno dei cartoni animati più costosi mai realizzati dalla Film Roman. Martin Olson e Jeremy Kramer, due sceneggiatori di commedie noti per le bizzarrie dei loro copioni, hanno scritto sia le sceneggiature che i testi per la serie. La sigla d'apertura è stata composta da Don Oriolo mentre la partitura musicale e la sigla di chiusura sono stati entrambi composti dalla Club Foot Orchestra.

## Personaggi
- Felix: il gatto protagonista della serie. Vive molte avventure con la sua borsa magica che spesso lo aiuta in situazioni pericolose. Doppiato in inglese da Thom Adcox-Hernandez (prima stagione) e Charlie Adler (seconda stagione) e in italiano da Simone Crisari.

### Alleati
- Rosco: amico di Felix un po' disattento. Doppiato in inglese da Phil Hayes.
- Candy Kitty: 1° fidanzata di Felix e sorella maggiore di Rosco. Doppiata in inglese da Jennifer Hale.
- Sheba Beboporeba: amica di Felix vestita di moda che poi si pensa che sia sua morosa. Doppiata in inglese da Cree Summer.
- Shamus il corvo: amico detective di Felix. Doppiato in inglese da Tony Pope.
- Skiddoo il topo: nemico furbacchione di Felix. Doppiato in inglese da Susan Silo.
- Nastasha Slinky: 2° fidanzata di Felix famosa del cinema. Doppiata in inglese da Jane Singer.
- Poindexter: amico scienziato di Felix. Doppiato in inglese da Cam Clarke.
- Grassa Rana: amica di Felix allegra e saltellante.

### Antagonisti
- Peppino il papero: nemico di Felix che cerca sempre di rubargli la sua borsa magica. Doppiato in inglese da Tony Jay.
- One-Ton: 1° assistente di Peppino il papero. Doppiato in inglese da Jim Cummings.
- Moo Shoo: 2° assistente di Peppino il papero. Doppiato in inglese da Kevin Schon.
- Bill miliardario: nemico di Felix. Doppiato in inglese da Daran Norris.
- Prof. Bottom: nemico scienziato di Felix. È una parodia del Professore visto nella serie del 1958. Doppiato in inglese da Pat Fraley.
- Rock Bottom: cane scagnozzo del Prof. Bottom. È una parodia dell'omonimo personaggio apparso nella serie del 1958. Nella versione originale viene rinominato Leadfanny. Doppiato in inglese da Billy West.

### Altri
- Il telegiornalista: che parla di cose irrilevanti.
- il vecchietto: che caccia ogni volta Felix.

## Episodi

### Prima stagione (1995-96)
| nº | Titolo italiano                   | Titolo inglese           | Prima TV USA      | Prima TV Italia |
| -- | --------------------------------- | ------------------------ | ----------------- | --------------- |
| 1  | Il Custode stupido                | Guardian Idiot           | 16 settembre 1995 | Ottobre 1998    |
| 1  | Il mago del tempo                 | Space Time Twister       | 16 settembre 1995 | Ottobre 1998    |
| 1  | Non tirare troppo la corda        | Don't String Me Along    | 16 settembre 1995 | Ottobre 1998    |
| 2  | Re Fango p.1                      | The Sludge King p.1      | 23 settembre 1995 |                 |
| 2  | Re Fango p.2                      | The Sludge King p.2      | 23 settembre 1995 |                 |
| 2  | Marte chiama Felix                | Mars Needs Felix         | 23 settembre 1995 |                 |
| 3  | Furto al luna park                | Step Right Up            | 30 settembre 1995 |                 |
| 3  | Felix Attore                      | Now Playing Felix        | 30 settembre 1995 |                 |
| 3  | Felix sotto accusa                | Jailhouse Shock          | 30 settembre 1995 |                 |
| 4  | Il triangolo di Manhattan         | Manhattan Triangle       | 7 ottobre 1995    |                 |
| 4  | Il formaggio pietrificato         | The Petrified Cheese     | 7 ottobre 1995    |                 |
| 5  | Felix nel paese psichedelico      | Felix in Psychedelicland | 14 ottobre 1995   |                 |
| 5  | Felix nel medioevo                | Middle Aged Felix        | 14 ottobre 1995   |                 |
| 6  | L'ordine dei gatti neri           | Order Of The Black Cats  | 28 ottobre 1995   |                 |
| 6  | Il Paese della calamità           | Now Boarding             | 28 ottobre 1995   |                 |
| 6  | Felix rompe il salvadanaio        | Felix Breaks the Bank    | 28 ottobre 1995   |                 |
| 7  | Serata al night                   | Noah's Nightclub         | 4 novembre 1995   |                 |
| 7  | I cercatori d'oro                 | Felix's Gold Score       | 4 novembre 1995   |                 |
| 7  | Il muro d’acqua                   | Forever Rafter           | 4 novembre 1995   |                 |
| 8  | La terra in cassaforte            | The Earth Heist          | 11 novembre 1995  |                 |
| 8  | Moda all'attacco                  | Attack of the Tacky      | 11 novembre 1995  |                 |
| 9  | Felix in videocassetta            | Felix in Nightdrop Land  | 18 novembre 1995  |                 |
| 9  | La notte delle saette             | Shocking Story           | 18 novembre 1995  |                 |
| 10 | Amore a prima vista               | Love at First Slice      | 2 dicembre 1995   |                 |
| 10 | Torte spaziali                    | Space Case               | 2 dicembre 1995   |                 |
| 10 | Felix Gamba di Legno              | Peg Leg Felix            | 2 dicembre 1995   |                 |
| 11 | Felix e il guscio di lumaca       | Shell Shock              | 9 dicembre 1995   |                 |
| 11 | Caccia alla borsa                 | The Big Hunt             | 9 dicembre 1995   |                 |
| 12 | Felix e i giochi d’acqua          | Felix's Big Splash       | 16 dicembre 1995  |                 |
| 12 | Il fantasma golosone              | Gross Ghost              | 16 dicembre 1995  |                 |
| 12 | Felix e le polpette               | Swedish Meatballs        | 16 dicembre 1995  |                 |
| 13 | Vernice tridimensionale           | Wet Paint                | 6 gennaio 1996    |                 |
| 13 | Cattive notizie                   | News Blues               | 6 gennaio 1996    |                 |
| 13 | Fotocopie di gatto-Gatti in serie | Copy Cat                 | 6 gennaio 1996    |                 |

### Seconda stagione (1996-97)
| nº | Titolo italiano           | Titolo inglese                | Prima TV USA      | Prima TV Italia |
| -- | ------------------------- | ----------------------------- | ----------------- | --------------- |
| 14 | Felix e il tostapane      | Surreal Estate                | 14 settembre 1996 |                 |
| 14 | Il falso Felix            | Phony Phelix                  | 14 settembre 1996 |                 |
| 14 | Polpette in 5 minuti      | Five Minute Meatball          | 14 settembre 1996 |                 |
| 15 | Bill il fortunato         | Bet A Billion Bill            | 21 settembre 1996 |                 |
| 15 | Rosco disegnatore         | Background Details            | 21 settembre 1996 |                 |
| 15 | La borsa magica           | Viva Lost Wages               | 21 settembre 1996 |                 |
| 16 | L'isola triste            | The Punderground              | 28 settembre 1996 |                 |
| 16 | Prigionieri dei sogni     | Nightmare on Oak Street       | 28 settembre 1996 |                 |
| 16 | Rifiuti spaziali          | Star Trash                    | 28 settembre 1996 |                 |
| 17 | Il coniglio impostore p.1 | The Fuzzy Bunny Show p.1      | 12 ottobre 1996   |                 |
| 17 | Il coniglio impostore p.2 | The Fuzzy Bunny Show p.2      | 12 ottobre 1996   |                 |
| 17 | Il paese del latte        | The Milky Way                 | 12 ottobre 1996   |                 |
| 18 | La borsa magica           | Black Magic Bag               | 19 ottobre 1996   |                 |
| 18 | La bomba                  | The Maltese Milkshake         | 19 ottobre 1996   |                 |
| 18 | La macchina infernale     | Attack of the Robot Rat       | 19 ottobre 1996   |                 |
| 19 | Vacanze via Fax           | The Extraterrestrial Robot    | 2 novembre 1996   |                 |
| 19 | Un genio fallito          | The Battle of the Superbrains | 2 novembre 1996   |                 |
| 19 | Troppa TV fa male         | Full Screen                   | 2 novembre 1996   |                 |
| 20 | Maghi e Draghi            | The Golden Whatnot            | 5 aprile 1997     |                 |
| 20 | La ciambella malefica     | The Mountain of Evil          | 5 aprile 1997     |                 |
| 20 | Un' "auto" biografia      | Auto Biography                | 5 aprile 1997     |                 |
| 21 | Il ladro di fumetti       | Comicalamities                | 12 aprile 1997    |                 |
| 21 | Felix Supereroe           | Super Felix                   | 12 aprile 1997    |                 |
| 21 | Felix clonato             | Dueling Whiskers              | 12 aprile 1997    |                 |